# Alphitonia carolinensis
Alphitonia carolinensis är en brakvedsväxtart som beskrevs av Hosokawa. Alphitonia carolinensis ingår i släktet Alphitonia och familjen brakvedsväxter. Inga underarter finns listade i Catalogue of Life.